# ヤンニ・オルソン
ヤンニ・オルソン（Janni Olsson）は、スウェーデンの俳優・リポーター・タレント・モデル・コラムニスト。自身のニックネーム「スウェーデンのアウトドアガール」として知られる。スウェーデン語・英語・日本語の三か国語を操るトリリンガル。
日本を拠点に活動しており、『ゲッティング・ダーティ・イン・ジャパン』のクリエイター・司会者・プロデューサー。
2018年6月1日より所属事務所はフリー・ウエイブ (Free Wave)。

## 人物
スウェーデンでは、北欧最大級の遊園地で10年間着ぐるみアクターをしていた。2012年日本へ留学していた期間に、東京都内でスカウトされたことをきっかけに、モデル・タレント活動を開始する。
特技は8年間の経験を持つバイオリン。詠春拳も13年間以上の経験を持つ。趣味が幅広く、山登り及びハイキング・ボルダリング・サイクリング・カヌー等。得意分野であるアウトドアの業界では「スウェーデンのアウトドアガール」タレントとしてコラムを執筆。いつも赤ずぼんを履いて登山やハイキングに出かけることから、ニックネームは「赤ずぼんのヤンニ」。
2018年から俳優業に力を入れ、東京都活動の拠点とするグローバル制作集団 Tokyo Cowboys に所属し、アレナ役として参加した 『The Benza Series 1』、『Benza English』  ではアクションシーンにも挑戦。韓国で開かれた映画祭「Seoul Webfest 2019」でBest Supporting Actress(助演女優賞)受賞。 『The Benza Series 1』、『Benza English』はAmazon Primeにて配信中。
2023年現在は、スウェーデン、北欧文化とアウトドアを軸にリポーター、コラムニストとしても活動しつつ、俳優・タレントとしても活躍の場を広げている。

## テレビ番組

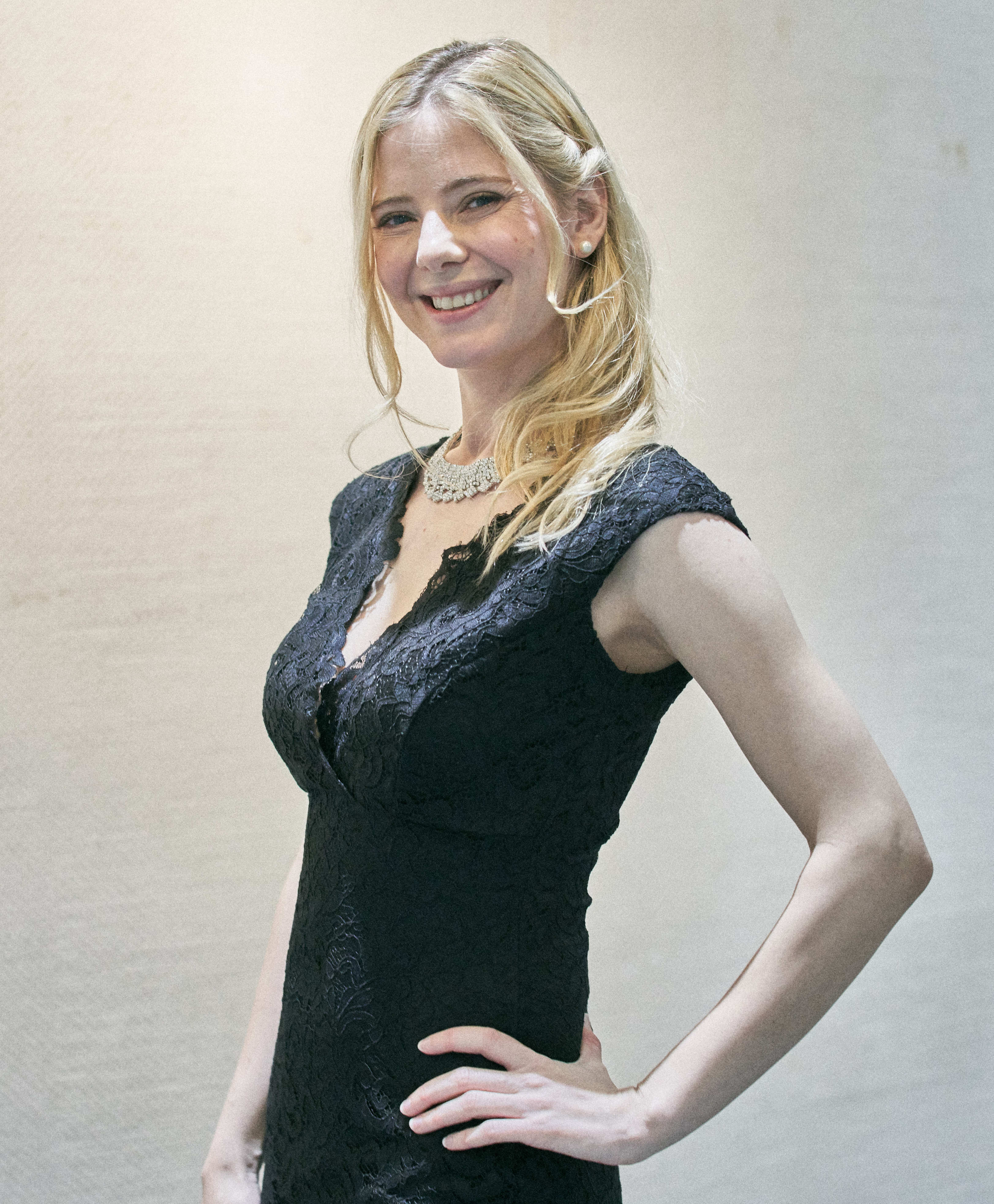
Janni Olsson Benza English Premiere

- おぎやはぎのハピキャン（メ～テレ 2025年4月〜5月　プレゼンキャンパー）　[12]
- キカクノタネ（TBSテレビ 2025年3月31日 ゲスト出演）[13][14]
- Dive in Tokyo（NHKワールド JAPAN 2025年〜現在　レポーター）[15]
- 外国人が選ぶ好きな日本の温泉地総選挙（テレビ朝日 2024年4月　ゲスト出演）[16]
- ゲッティング・ダーティ・イン・ジャパン（Getting Dirty in Japan) (Amazonプライムビデオ 2023年4月配信〜現在）[17]
- CYCLE AROUND JAPAN（NHKワールド JAPAN 2023年〜現在　レポーター）[18]
- にっぽん百名山（NHK BSプレミアム 2023年9月14日（「岩手山　早池峰山～宮沢賢治の世界を巡る～」）　ゲスト出演・リポーター） [19]
- Journeys in Japan　奄美大島・梅雨の旅（NHKワールド JAPAN、NHKBS1、2023年）
- 和牛オリンピック”に見るWAGYUの魅力 (NHKワールド JAPAN　2023年　レポーター）[20]
- BOSAI: Be Prepared（NHKワールド JAPAN 2022年 ~ 現在　レポーター）[21][22][23][24][25]
- 5時に夢中！（2022年　TOKYO MX　黒船特派員）[26]
- 池松壮亮×金田一耕助（2022年　NHK BS　マーガレット役）[27]
- 阿佐ヶ谷アパートメント（2022年　NHK総合テレビジョン　お風呂部屋）[28]
- Benza English (Amazonプライム・ビデオ 2020年4月〜　アレナ役）[29]
- 世界はほしいモノにあふれている（NHK総合　2020年12月　ゲスト出演）[30][31]
- 炎の体育会TV　（2020年 TBSテレビ　レポーター）
- CATCH JAPAN（ 2020年11月 NHKワールド）[32]
- おもてなし 即レス英会話　（2020年　NHK教育テレビ）
- もっと伝わる! 即レス英会話　（2020年　NHK教育テレビ）
- ZIP! 星星のベラベラENGLISH (日本テレビ 　2020年2月～現在）
- At One with Nature, National Parks of Japan (NHKワールド JAPAN　2020年　ポーター)[33]
- にっぽん百名山（NHK BSプレミアム 2019年8月12日「スペシャル～夏きらめく花の旅へ～、ゲスト出演・リポーター）[34]

- The Benza（Amazonプライム・ビデオ 2019年　アレナ役[35]）Seoul Webfest 2019にて助演女優賞を受賞[36]
- ボキャブライダー（NHKEテレ　2019年）
- プライムニュースイブニング（フジテレビ　2018年 リポーター）[37]
- 4時も!シブ5時（NHK教育テレビジョン 2017年〜2018年　ゲスト出演）[38]
- おもてなしの基礎英語（NHK教育テレビジョン　2018年　Hannah役）
- Tokyo Eye 2020　[39] （NHKワールド JAPAN 2018年　リポーター）[40]
- J-Trip Plan （NHKワールド JAPAN　2018年　リポーター[41]）
- おもてなし北陸。春の海満喫！七尾湾・ローカル線の旅（NHK富山放送局　2018年　ゲスト出演）[42]
- 明日どこ!?（TOKYO MX 2017年、2018年　リポーター）
- 丸の内小町「話を訪ねて」 (TV Asahi 2018年)
- Japangle （NHKEテレ 2018年）[43]
- 世界一受けたい授業（日本テレビ　2017年）
- Doki Doki! ワールドTV（NHKワールド JAPAN 2017年　ゲスト出演）
- Trails to Oishii Tokyo (元Trails to Tsukiji) （NHKワールド JAPAN　2016年〜現在　レポーター）[44][45][46][47][48][49][50][51][52][53][54]
- エイエイGO!（NHK教育番組　2016年〜2017年　Nancy役）
- 世界が驚いたニッポン! スゴ〜イデスネ!!視察団（テレビ朝日　2016年~2017年　生徒役）

## 連載
- 雑誌「リンネル」webコラム連載中(2023年〜現在）[55]
- アウトドア雑誌「BE-PAL」web コラム連載中　（2018年〜現在）[56]
- アウトドア雑誌「ガルヴィ」 web コラム連載　（2017年）[57][58]

## 雑誌
- BE-PAL 2024年10月号「インバウンドで再発見！いままで知らなかった、日本の新しい景色に出会える旅」（インタビュー）[59]
- Outdoor Japan 2023年 Issue 87 「Getting Dirty in Japan」[60]
- NHK出版　2023年「スウェーデンの人が英語も話せる理由は？【英会話タイムトライアル】」[61]
- Takashimaya Salon 2023年3月号  「北欧に学ぶ。心地良い暮らし方」（インタビュー・モデル）
- リンネル 2022年8月号　「Outdoor with Nordic Style 北欧スタイルに学ぶ自然に親しむアウトドア」（インタビュー・モデル）[62][63]
- TRANSIT 56号：2022年6月13日発売「いつか泊まりたい、世界の山の宿」[64]
- アルク「ENGLISH JOURNAL」(2022年3月号掲載、「世界で輝く女性たちの言葉」インタビュー)[65]
- anan 2022年3月30日号掲載、「私たちが見てきた世界と日本のSDGs」（インタビュー)[66]
- GOODSPRESS 2022年10月号 「キャンプ＆アクティビティに取り入れたい“アウトドア・フィーカ”【趣味と遊びの秘密基地ギア】」[67]
- BE-PAL 2022年10月号　（モデル）[68]
- 週刊新潮【異邦人のグルメ】第96回（2021年3月11日号掲載、インタービュー）
- リンネル 2021年12月号「北欧から届いた暮らしのアイデア」（インタビュー・モデル）[69]
- PAPERSKY 2021年11号「Old Japanese Highway歩いて旅する、日本の古道　祖谷街道トレイル」[70]

- BE-PAL 2019年12月号「本格的北欧式サウナに北欧ガールが入ってみた！」[71]
- BE-PAL 2019年８月号「ヤンニ・オルソンの北欧アウトドアのススメ」（作家・モデル）[72]
- BE-PAL 2019年5月号（表紙またインタービュー）[73]
- PEAKS 2019年3月号「日本で見つけた登山の魅力と癒やし」 (インタービュー)[74]
- ガルヴィ 2017年10月11月号「 全身で自然と戯れるボルダリング×キャンプ 」（モデル）[75]
- ガルヴィ 2017年９月号「ヤンニのアウトドア日記・燕岳・北燕を歩く」（作家・モデル）[76]
- ガルヴィ 2017年4月号「服と冒険とガール・スリルと春を探して西伊豆林道ドライブ」（モデル）[77]

## ラジオ
- NHK-FM FMシアター「お茶からはじまる物語」（2025年5月31日　ソフィア役）[78]
- 静岡エフエム放送 OUTDOOR&FISHING （2024年10月12日＆19日　ゲスト出演）[79]
- NHKワールド ラジオ日本 Living in Japan（2024年10月6日 ゲスト出演）[80]
- ＮＨＫラジオ 小学生の基礎英語 （2024年 8月〜9月 ゲスト出演）[81][82]
- NHKラジオ 英会話タイムトライアル（2023年 ナビゲーター）[83][84][85]
- FM Yokohama The Burn （2023年、ゲスト出演）[86]
- FM Yokohama SUNSTAR WEEKEND JOURNEY（2023年、ゲスト出演） [87]
- TOKYO FM WORLD （ゲスト出演）

## ゲーム
- ヴァルキリーアナトミア (Square Enix 生放送&東京ゲームショー　2017年〜2021年　フレイ役）

## MC
- Ninja + Kabuki (2024年~2025年）[88]
- YOSHIKI CHANNEL (2017年　生放送M C）

## PV
- 米津玄師「MAD HEAD LOVE」（2013年）[89]

## 舞台
- SIGNS!（2019年　軍縮局長役）[90][91]

## 受賞歴
第5回Seoul Webfest 助演女優賞（『The Benza』）